# Jainal Antel Sali junior
Abu Sulaiman (* 1. Juni 1964 in Zamboanga City, Mindanao als Jainal Antel Sali junior; † 16. Januar 2007 auf der Insel Jolo) war ein philippinischer Extremist und Terrorist und galt zu Lebzeiten als einer der fünf Top-Leute der islamistischen Terrororganisation Abu Sayyaf.
Abu Sulaiman wurde von den USA die Entführung von drei US-Staatsbürgern und 17 Filipinos aus dem Feriengebiet Dos Palmas nahe Puerto Princesa auf der Insel Palawan im Mai 2001 zur Last gelegt. Zwei der auf die Insel Basilan verschleppten US-Geiseln starben dabei: Der Tourist Guillermo Sobero wurde im Juni 2001 enthauptet und der für die New Tribes Mission tätige Missionar Martin Burnham wurde beim finalen Befreiungsversuch im Juni 2002 zusammen mit der Filipina Ediborah Yap erschossen; seine Ehefrau Gracia Burnham überlebte verletzt.
Zudem soll Abu Sulaiman im Februar 2004 an einem Bombenanschlag auf die Fähre SuperFerry 14 vor Manila mitgewirkt haben, bei dem 116 Menschen starben. Am 16. Januar 2007 wurde er von Regierungstruppen bei einer versuchten Festnahme in den Bergen der Insel Jolo erschossen. Insgesamt sollen mehr als 7000 philippinische Soldaten, unterstützt von Militärberatern der USA, an der Suche nach ihm und anderen Mitgliedern von Abu Sayyaf beteiligt gewesen sein.